# SöStB – Gyula bis Monostor
Die GYULA bis MONOSTOR waren vier Schlepptenderlokomotiven der k.k. Südöstlichen Staatsbahn (SöStB) Österreich-Ungarns.
Die SöStB stockte mit diesen vier Maschinen ihren Bestand an 1B-Personenzuglokomotiven auf.
Die Lokomotiven wurden 1851 von der Maschinenfabrik Esslingen geliefert und erhielten die Namen GYULA, BARCS, PALOTA und MONOSTOR und die Betriebsnummern 41–44.
Sie besaßen die bereits veralteten halbkugelförmigen Stehkesseldecken.
Als 1855 die SöStB an die Staats-Eisenbahn-Gesellschaft (StEG) verkauft wurde, erhielten die Maschinen zunächst die Betriebsnummern 366–369, ab 1873 203–206.
1891 kam die PALOTA noch zur MÁV, die sie ausmusterte, ohne ihr eine eigene Nummer zuzuweisen.